# Holotkî, Pidvolociîsk
Holotkî (în ucraineană Голотки) este un sat în comuna Koșleakî din raionul Pidvolociîsk, regiunea Ternopil, Ucraina.

## Demografie
Componența lingvistică a localității Holotkî
     Ucraineană (100%)
Conform recensământului din 2001, toată populația localității Holotkî era vorbitoare de ucraineană (100%).